# Site archéologique de Peñas de Béjar
Le site archéologique de Peñas de Béjar est un site archéologique de culture d'El Argar situé dans la ville de Puerto Lumbreras dans la région de Murcie.
Peñas de Béjar est un lieu de peuplement de culture d'El Argar (2200-1500 av. J.-C. situé dans la zone de Peñas de Béjar, dans les communes de Lorca et Puerto Lumbreras. Il a été classé Bien d'intérêt culturel.

## description
Le site se trouve dans un relief de pentes abruptes délimité au sud par la rambla de Béjar (es). On y distingue deux zones : 

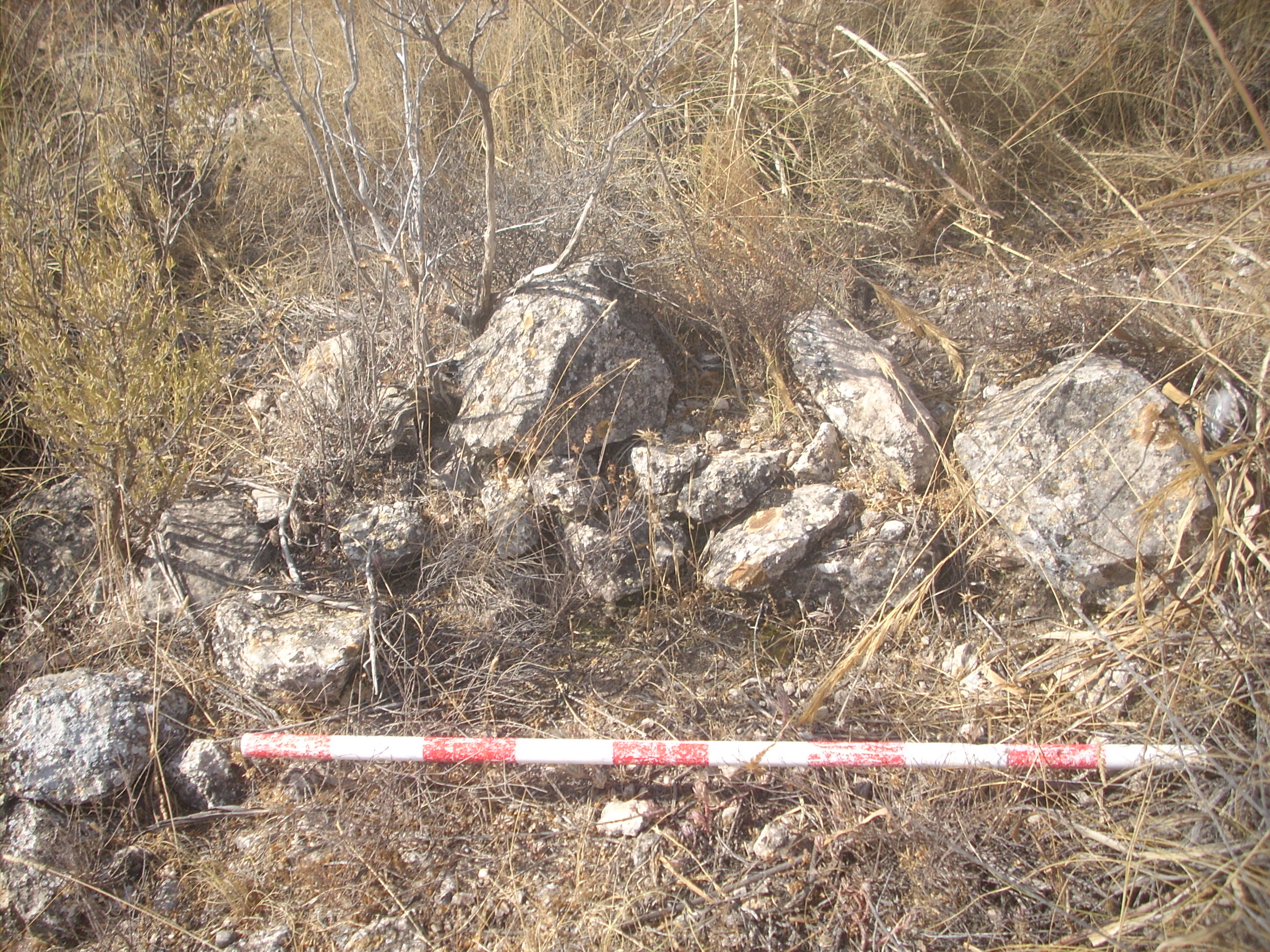
Vestiges d'un mur s'enceinte

- La première est une ville fortifiée argarique construite sur des vestiges du chalcolithique antérieur. Les vestiges d'un grand mur d'enceinte, construit avec des blocs de pierre et d'os, ainsi que de nombreux vestiges de construction appartenant à des structures d'habitat sont conservés. Sur les pentes de la colline il y a quelques cavités ; Dans l'un d'eux, ont été retrouvés quatre poinçons en cuivre de section carrée qui devaient faire partie du trousseau d'une sépulture collective dans une grotte[4].

- La deuxième zone correspond à une sépulture mégalithique de type rundgräber (tombe ronde) datée d'une période avancée du Chalcolithique ancien et dont aucun matériau n'est connu car pillée depuis l'Antiquité, avec une chambre de 1,90 m de large inscrite dans un cercle de pierres[5].

### Peñas de Béjar I

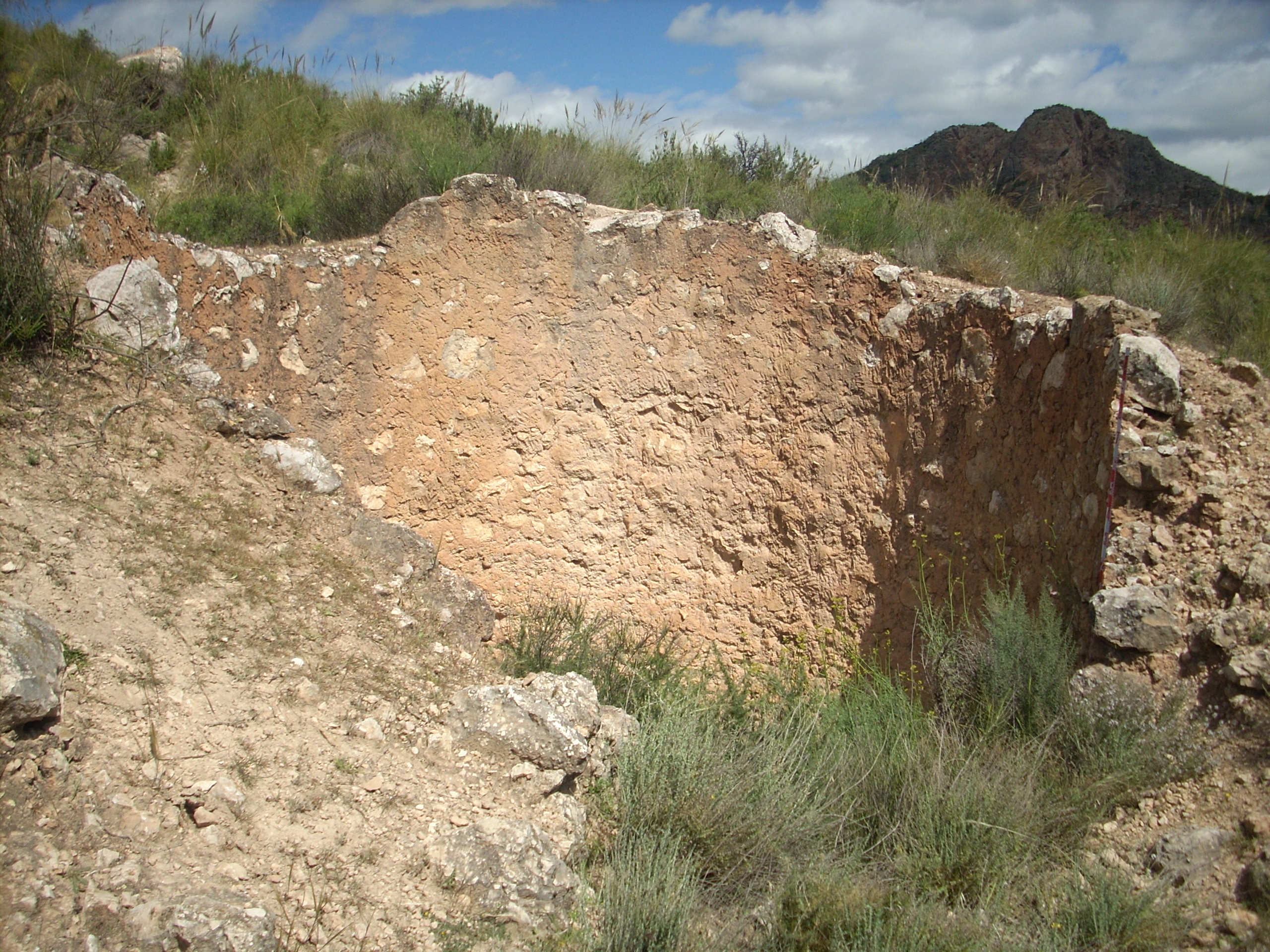
Peñas de Béjar I

Il est situé sur l'une des hauteurs nord de la Sierra Cimbre, sur une colline bien protégée par des défenses naturelles dans son tiers supérieur et à proximité de deux ramblas, Béjar et Esparraguilla. Sur le site sont conservés les vestiges de la muraille qui protégeait la ville, construite en pierre brute posée à sec et à laquelle sont fixées des tours rectangulaires.
À l’intérieur se trouvent des espaces de vie constitués de murs en maçonnerie, de vestiges de construction associés à des fragments de meules de moulins barquiformes 3 et de matériaux céramiques, parmi lesquels se distinguent des récipients ovoïdes à ergots et des restes de sculpture en silex.

### Peñas de Béjar II
La zone de Peñas de Béjar II est interprétée comme une structure défensive (une tour) probablement liée à la ville de Peñas de Béjar I, située à seulement 300 m au sud-ouest. Il est situé dans une position privilégiée, contrôlant la voie de communication qui longe la Rambla de Béjar.

## Galerie

Peñas de Béjar
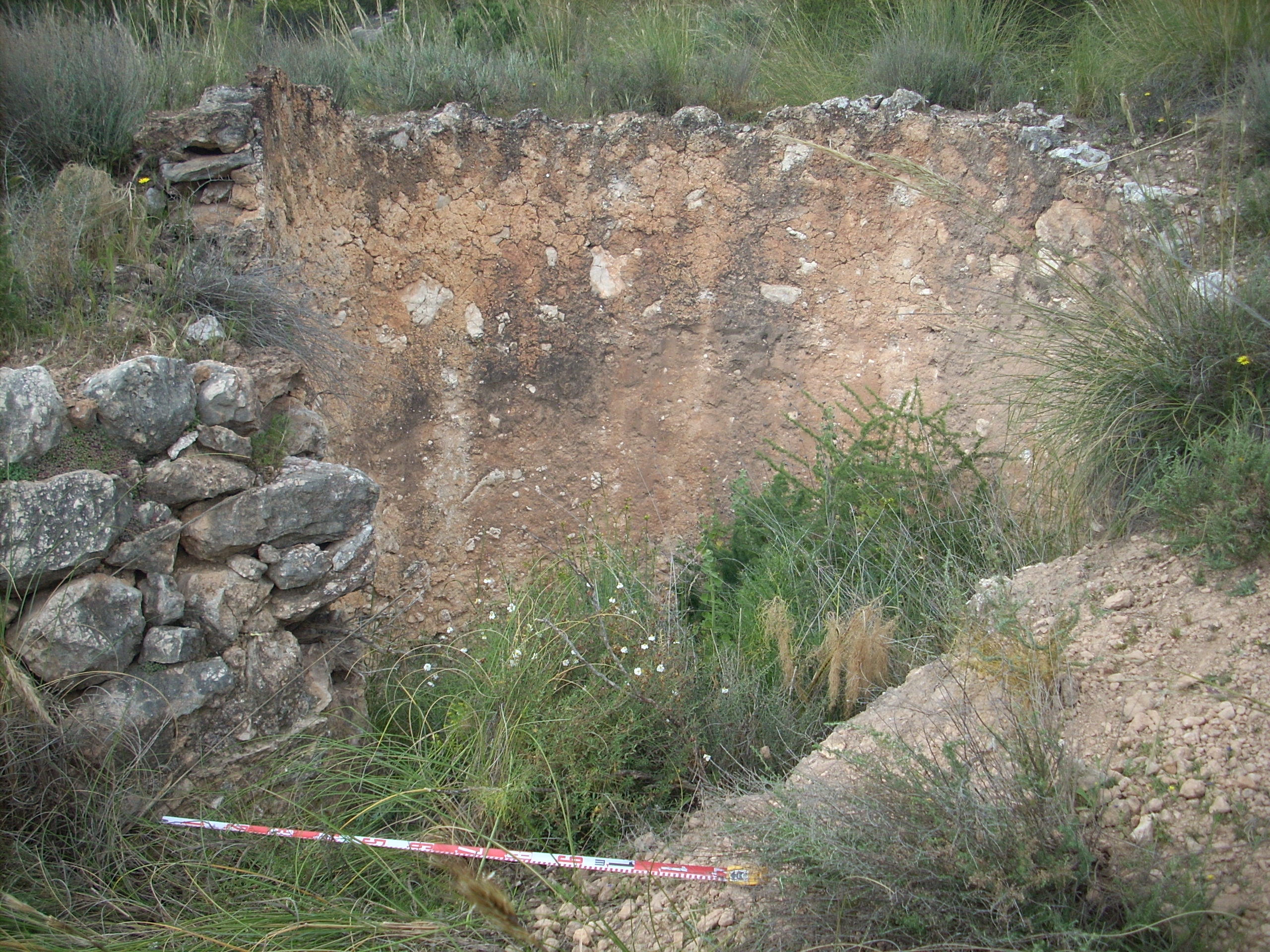
Détail d'un espace d'habitation (Peñas de Béjar I)
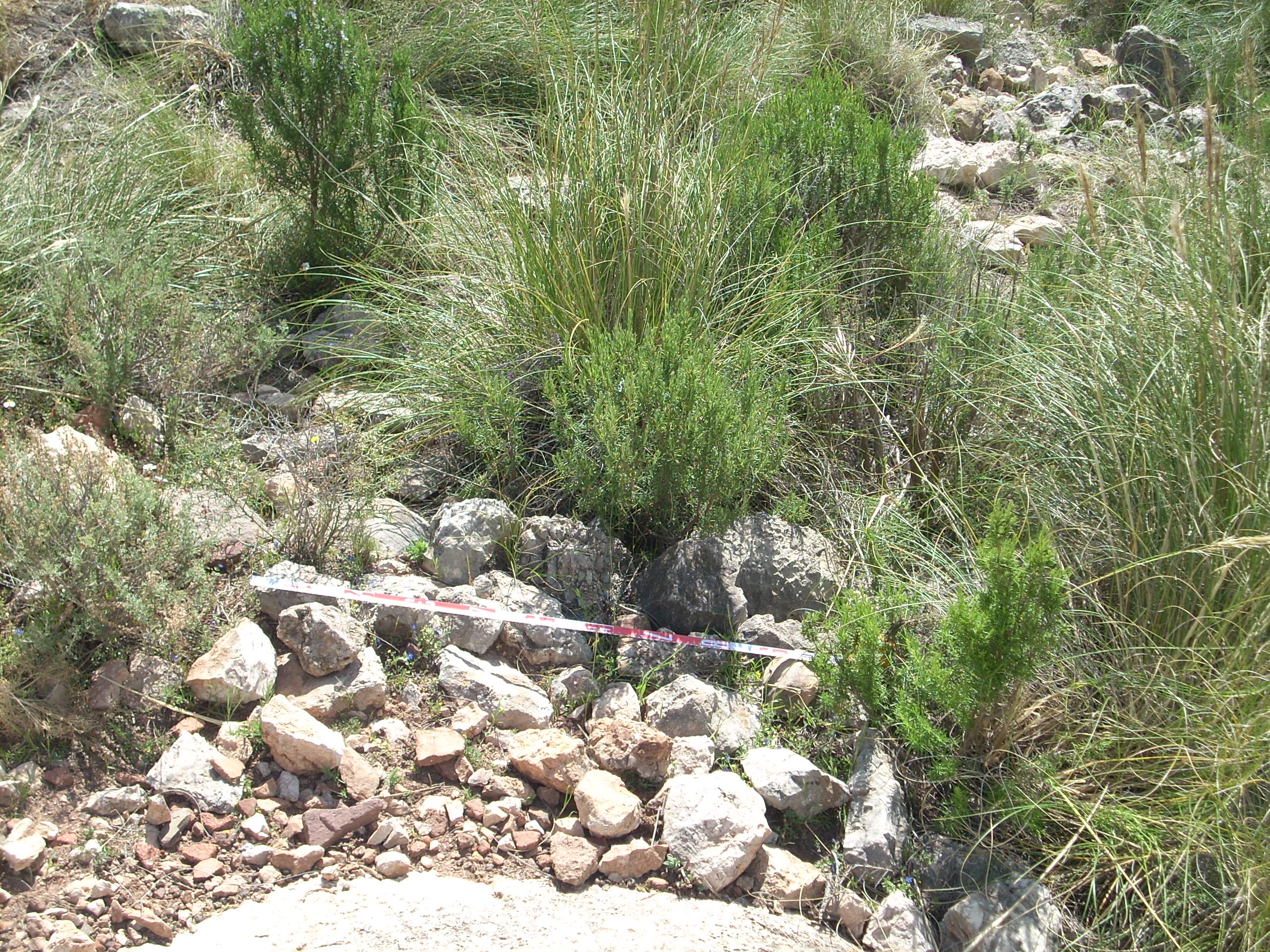
Partie de muaille (Peñas de Béjar I)
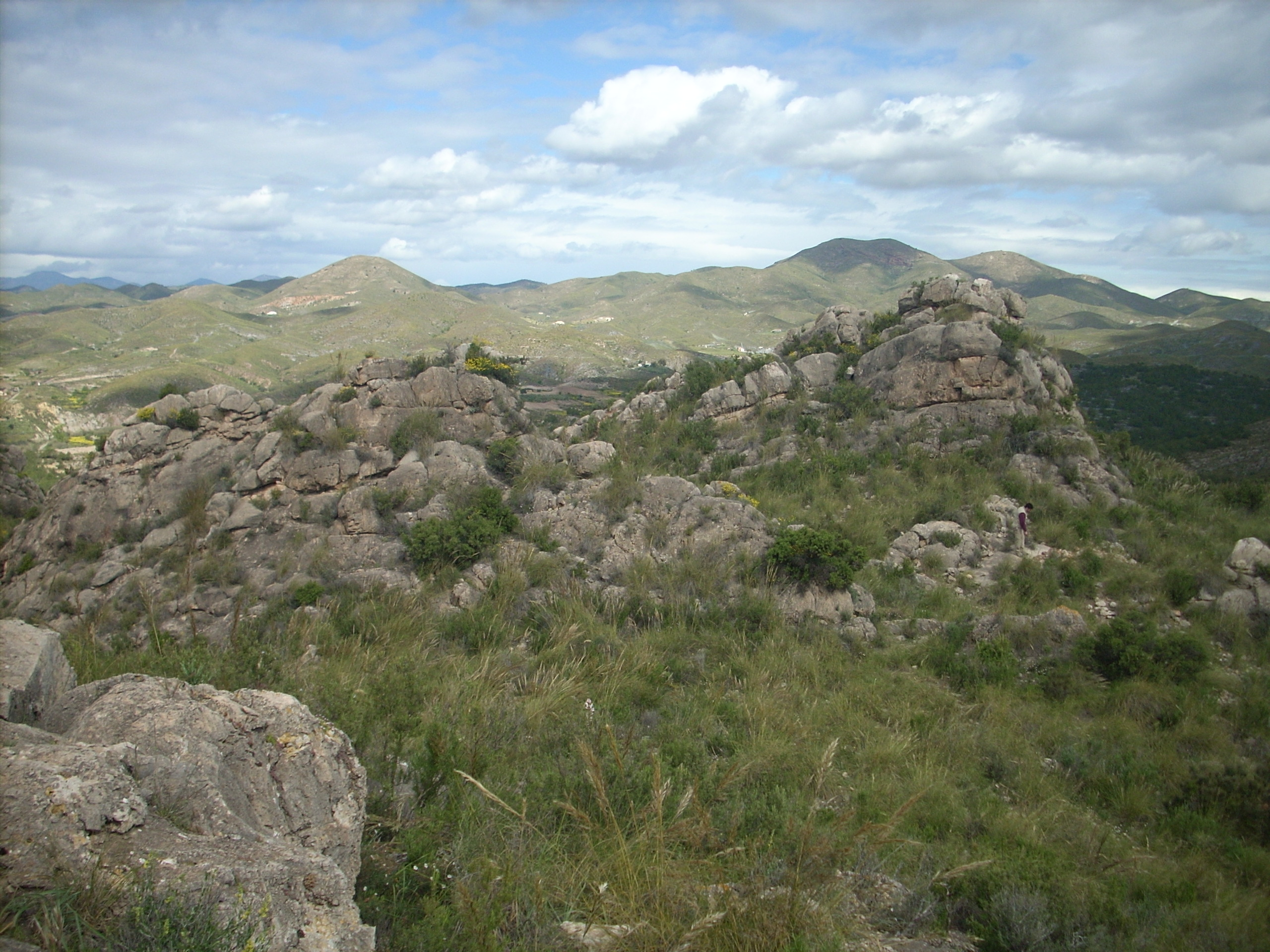
Peñas de Béjar I
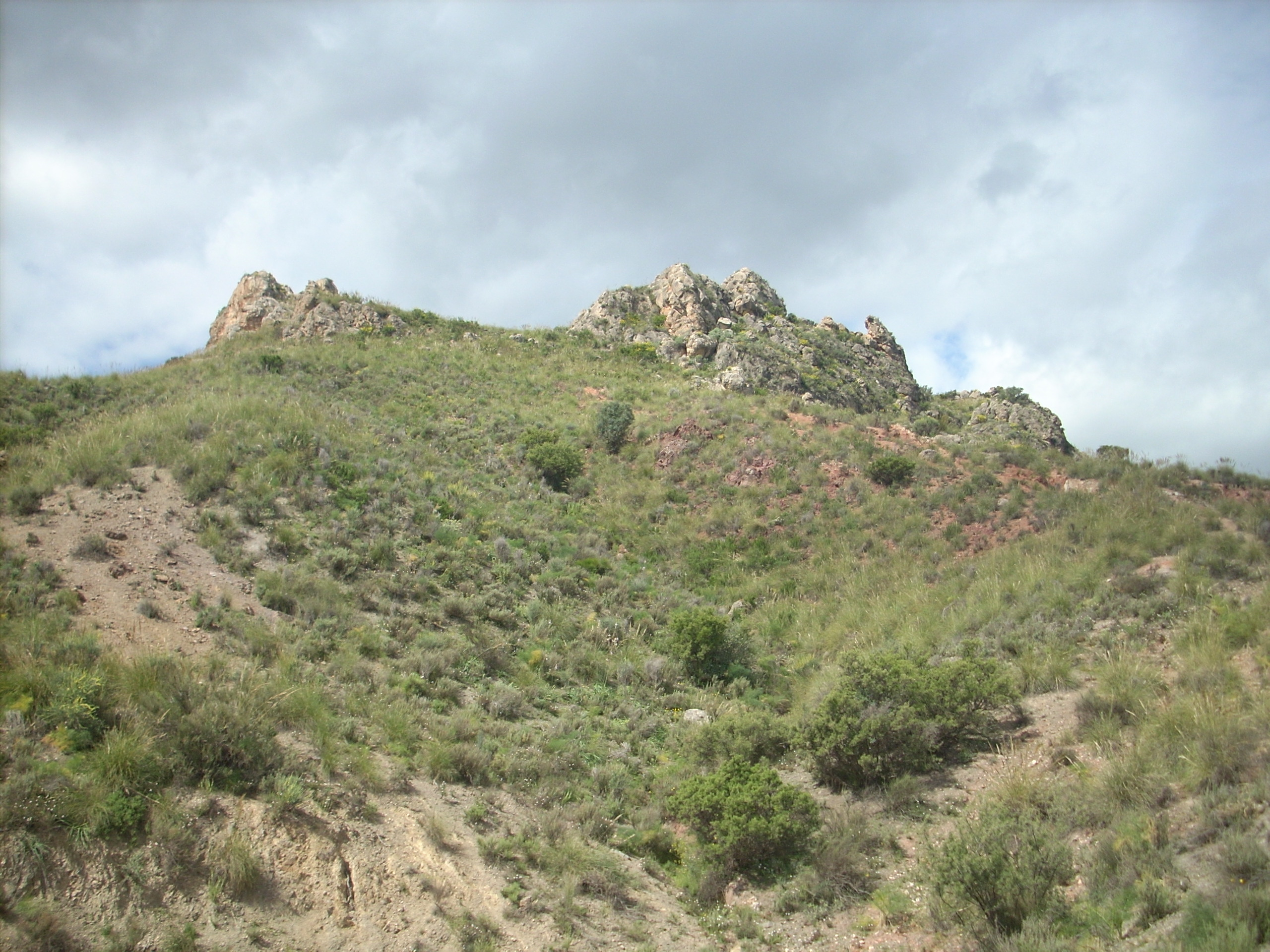
Peñas de Béjar I
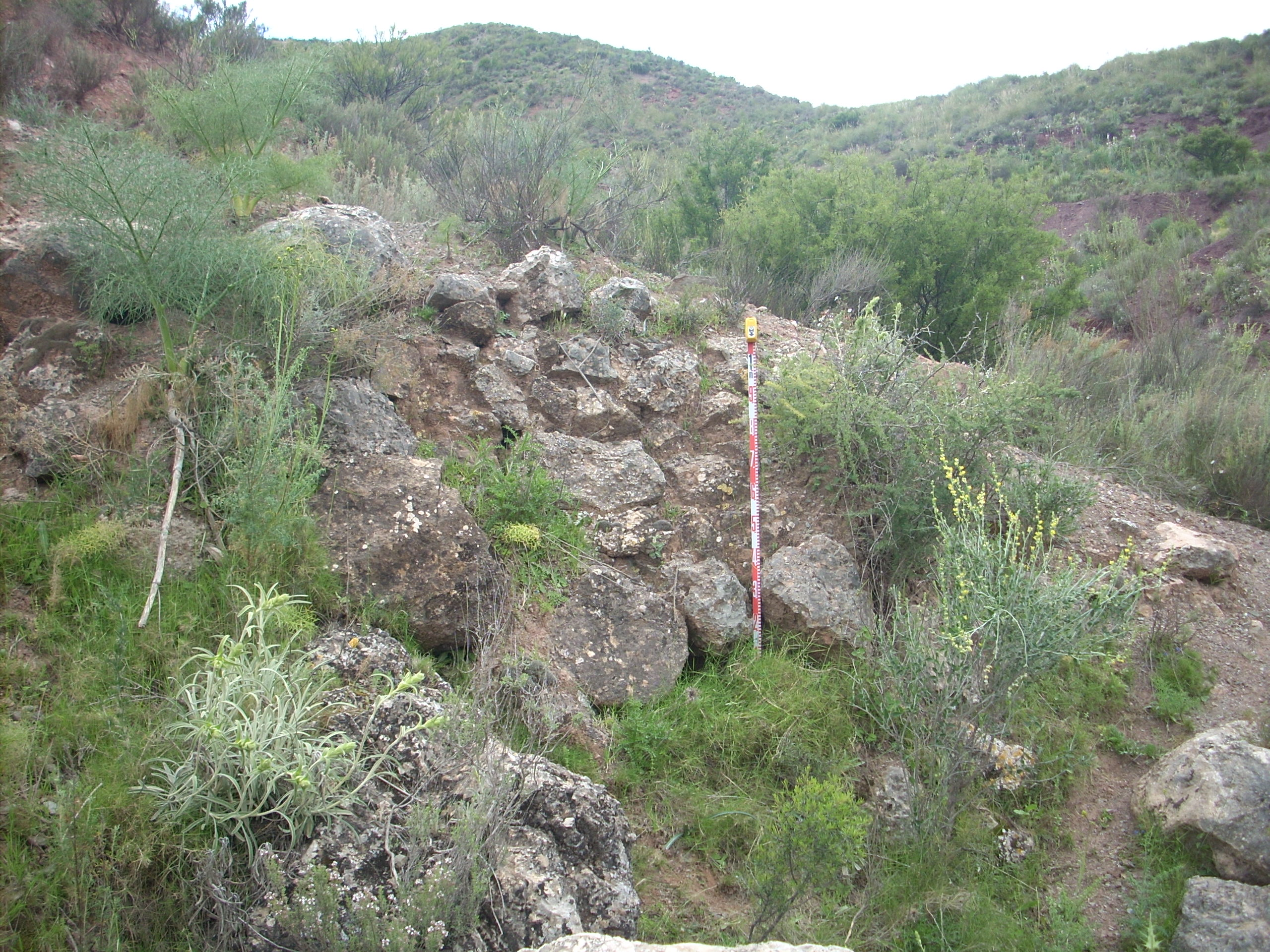
Vestiges de construction (Peñas de Béjar II)
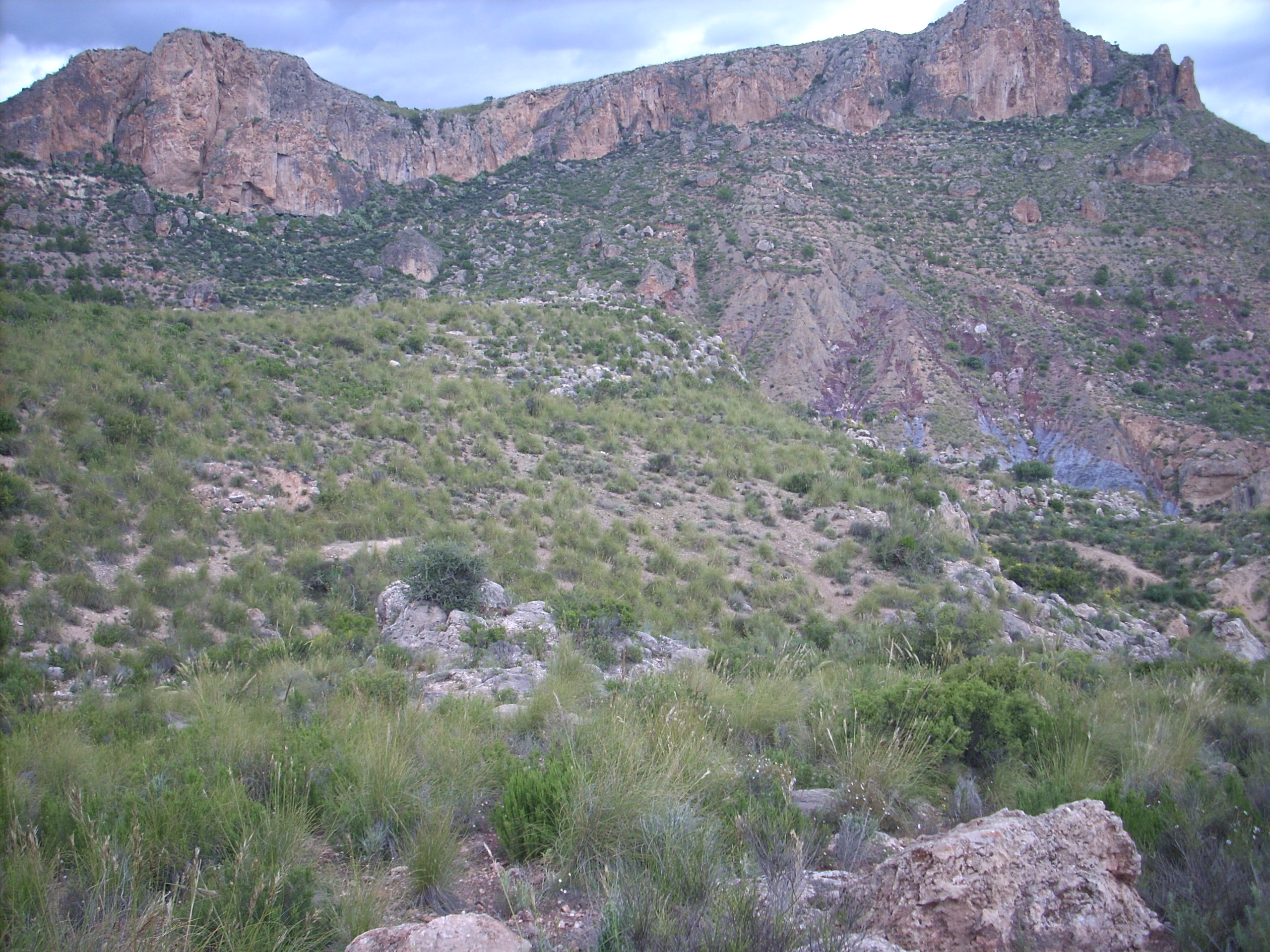
Vue générale de la zone de Peñas de Béjar II
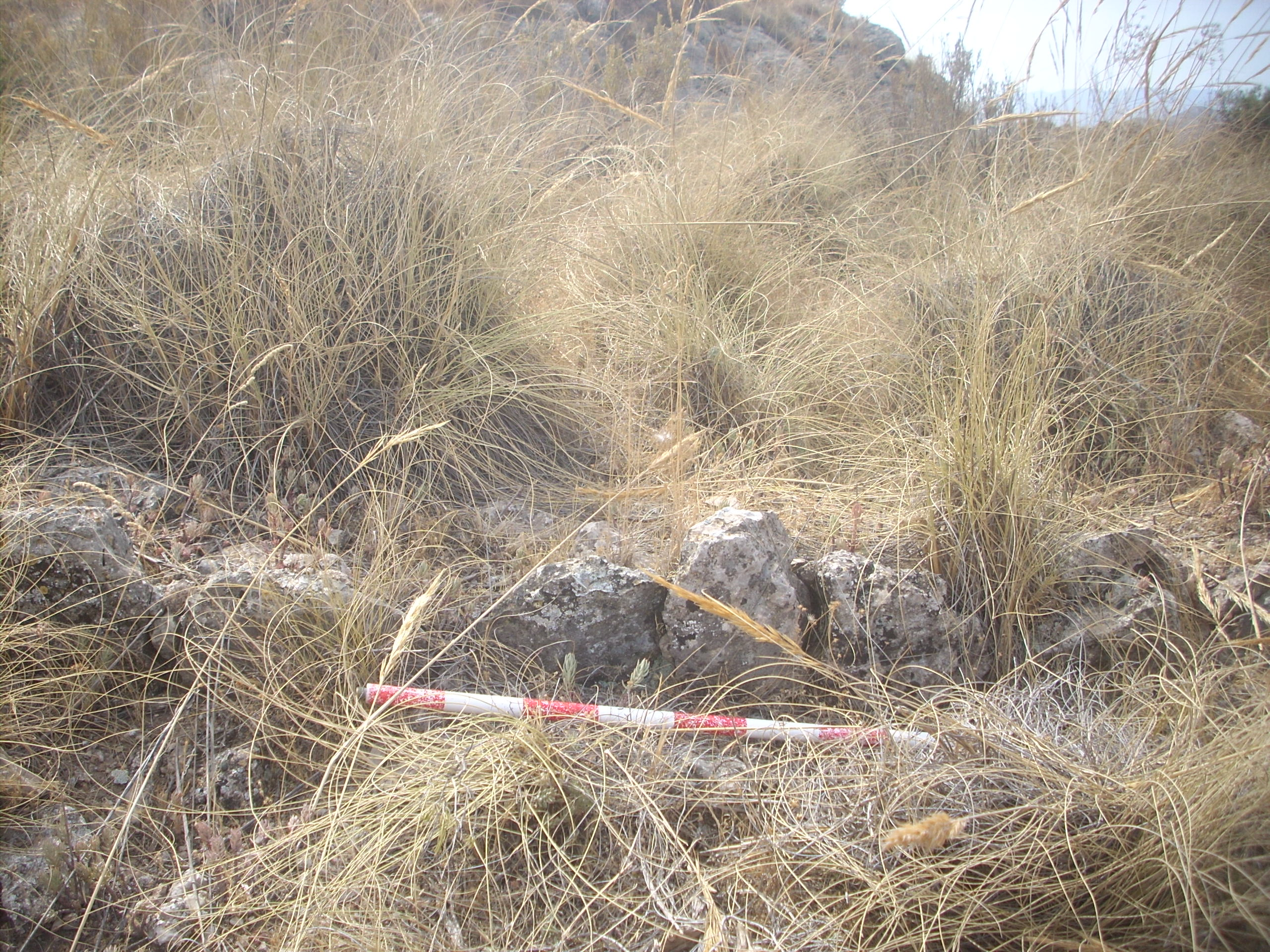
Vestiges de construction (Peñas de Béjar)
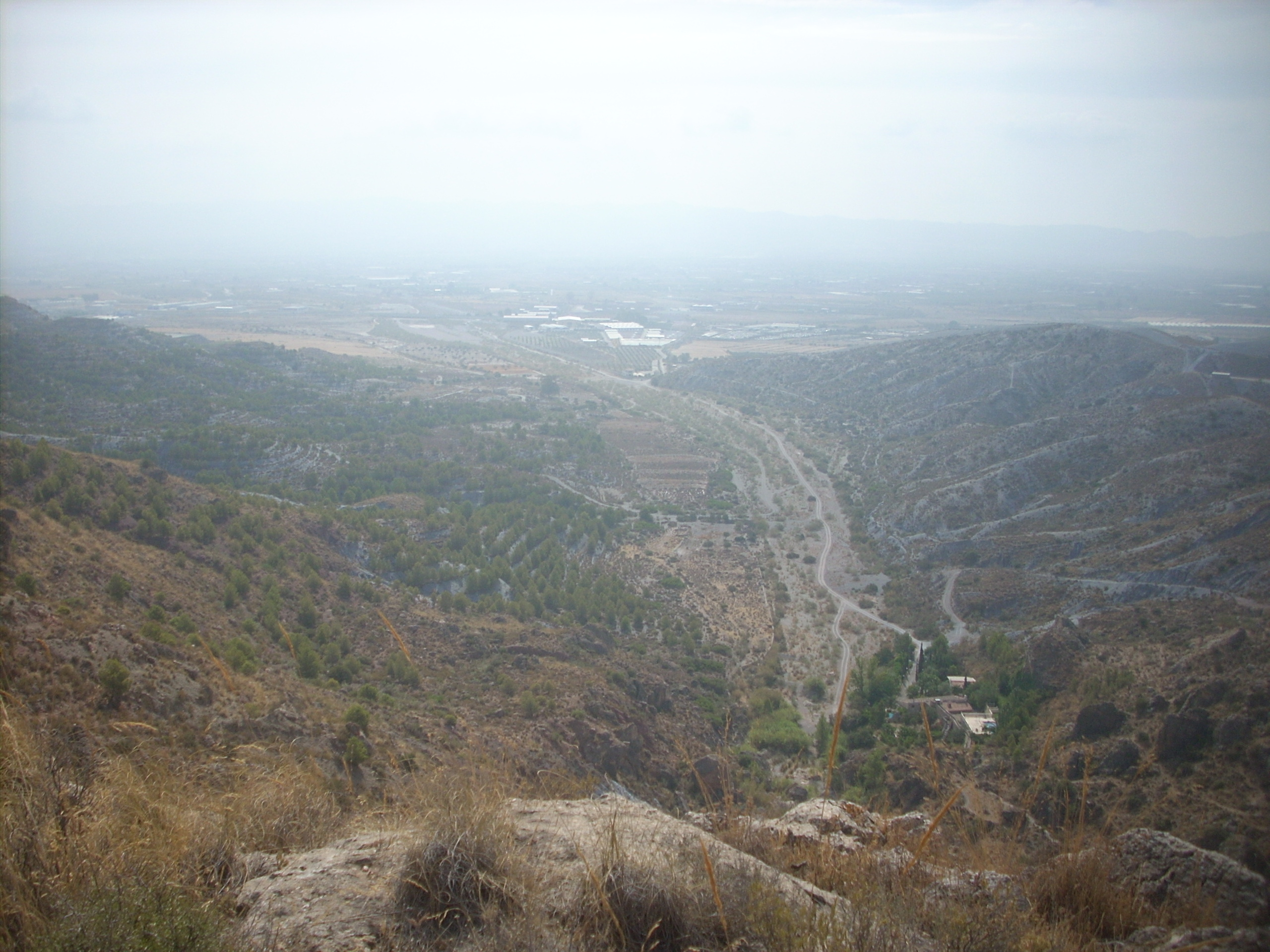
Vue de la rambla de Béjar depuis Peñas de Béjar